# Reformierte Kirche Einsiedeln

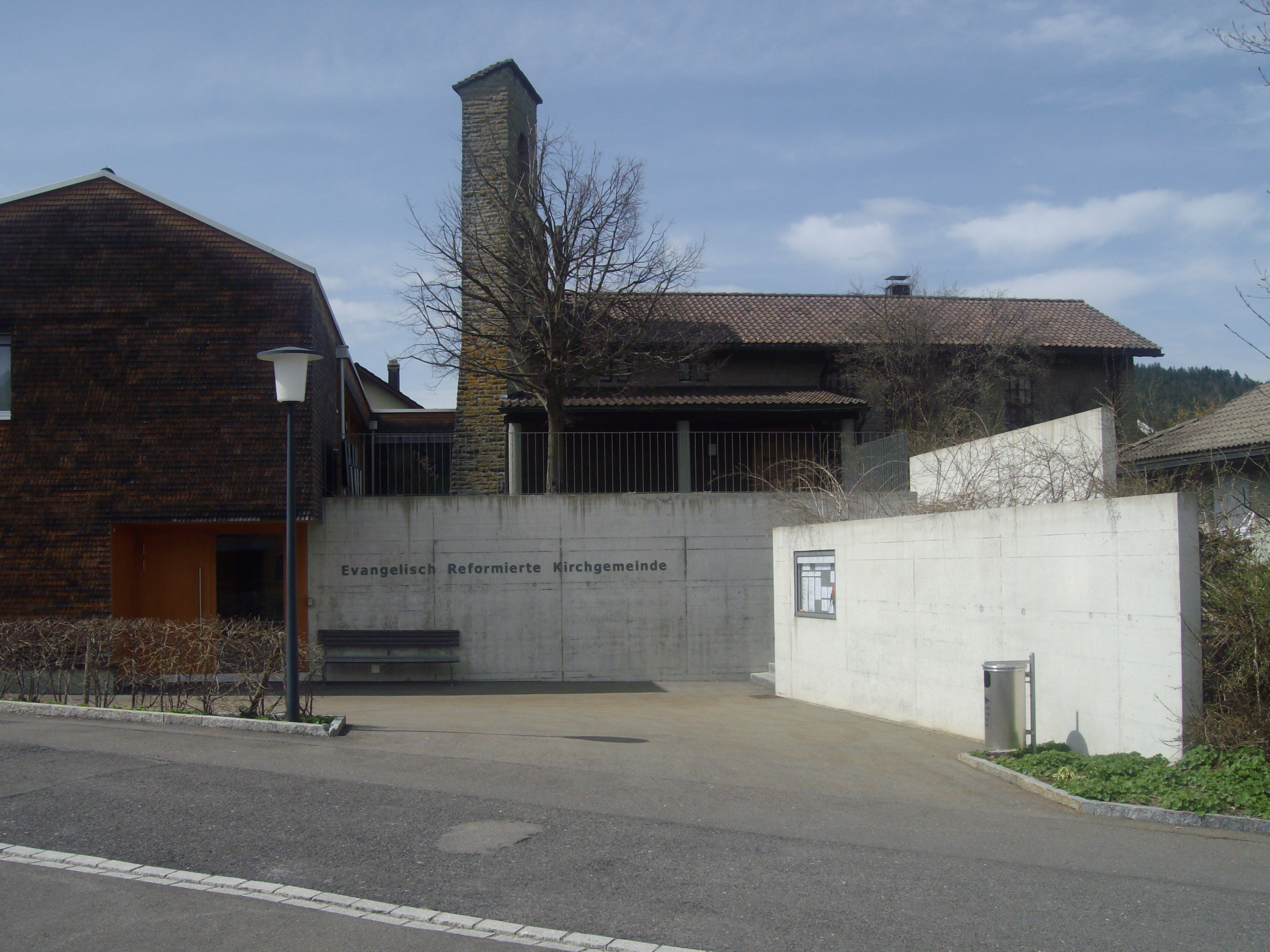
Ansicht der Kirche von außen

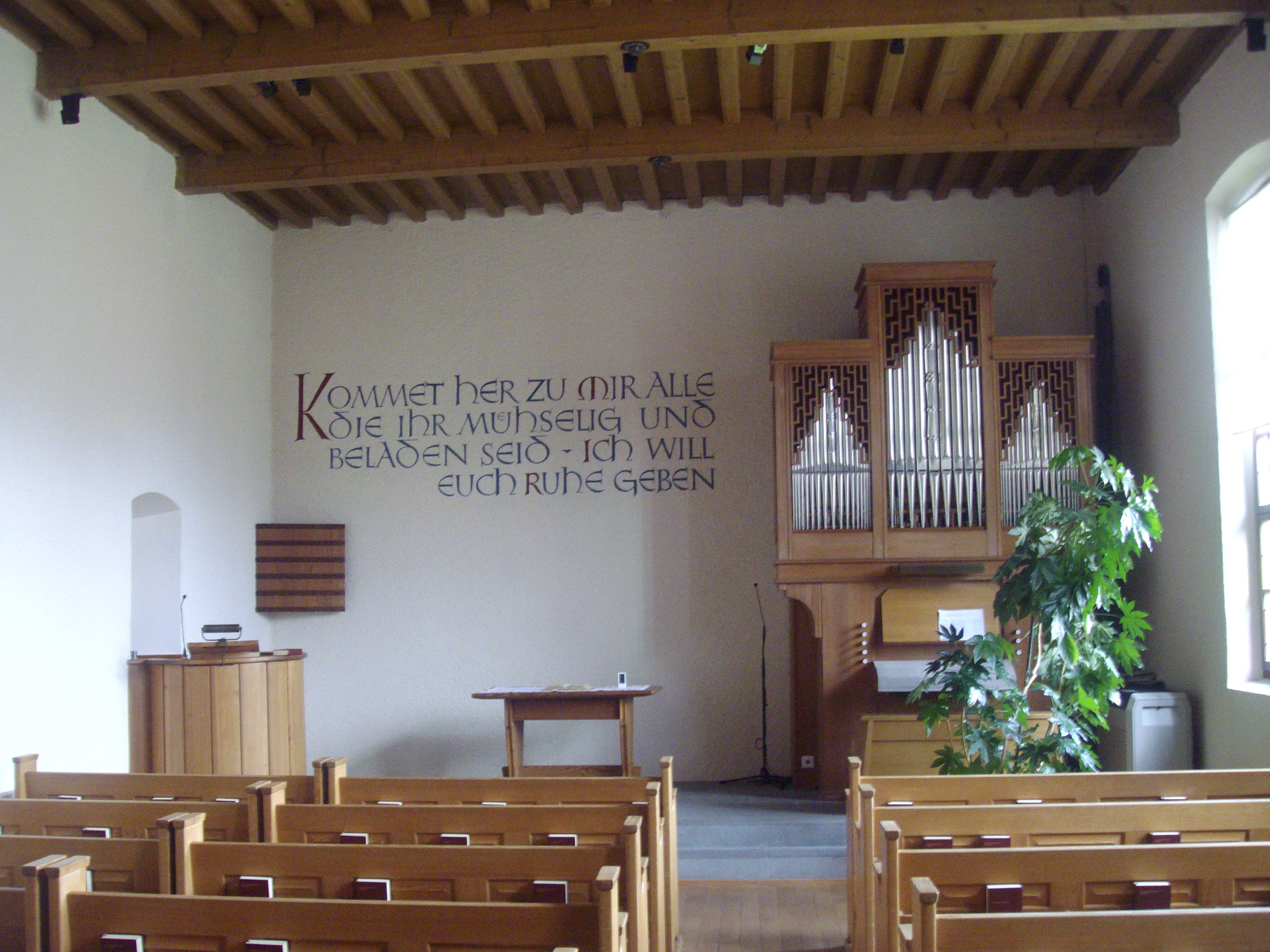
Innenraum

Die reformierte Kirche Einsiedeln ist ein protestantisches Kirchengebäude der Moderne in Einsiedeln, Kanton Schwyz.

## Geschichte
Die reformierte Kirchgemeinde Einsiedeln wurde als Diaspora-Gemeinde im Jahr 1900 gegründet und gehört zur Evangelisch-Reformierten Kantonalkirche Schwyz. Ursprünglich nutzte die kleine Gemeinde die Aula des Dorfschulhauses für gottesdienstliche Zwecke. 1929 wurde ein Kirchenbau-Fonds gegründet. Durch die Platznot während der Mobilmachung im Zweiten Weltkrieg wurden die Bauabsichten 1942 konkretisiert. Am 6. Juni 1943 erfolgte die Grundsteinlegung und bereits am 12. Dezember die Einweihung der Kirche. Architekt war Hans Vogelsanger.
Die ursprünglich freistehende Kirche ist heute in einen Komplex von Kirchgemeindehaus und Pfarrhaus integriert.

## Baubeschreibung
Die mit Rustika-Steinen gemauerte Kirche verfügt über einen offenen Glockenturm mit zwei Glocken.
Der schlichte Innenraum wird durch eine Fensterfront von Osten erhellt. In der Kirche sind Bibelsprüche angebracht. 1974 wurde eine Orgel angeschafft. Über der Kanzel befindet sich ein kleines Farbglasfenster.